# Jack of All Trades
Jack of All Trades è una serie televisiva statunitense di genere azione e commedia del 2000, inedita in Italia.
Con Cleopatra 2525 formava il Back2back Action Hour, ovvero un'ora intera di palinsesto in cui venivano trasmesse due serie d'azione. Entrambe, infatti, hanno la particolarità di essere costituite da episodi di 30 minuti, formato che negli Stati Uniti non veniva adoperato per serie d'azione non animate dagli anni settanta. La serie è stata interrotta a metà della seconda stagione.
Il titolo della serie deriva dall'espressione inglese "Jack of all trades, master of none" (letteralmente "capace in tutto, maestro di niente"), che viene comunemente utilizzata per riferirsi a persone capaci di fare un po' tutto ma che in realtà non riescono a specializzarsi in niente.

## Trama
Inizio del diciannovesimo secolo, un'isola immaginaria delle Indie Orientali controllata dai francesi, Pulau-Pulau. Jack Stiles è un agente segreto statunitense mandato sull'isola dal Presidente Jefferson. Lì, Jack incontra il suo contatto inglese, nonché suo futuro interesse sentimentale, la spia Emilia Rothshild. Insieme a lei lavorerà per contrastare i piani di conquista del mondo di Napoleone Bonaparte e per scongiurare eventuali minacce che possano, in qualche modo, creare problemi agli Stati Uniti d'America.
In pubblico, Jack viene presentato come l'attaché di Emilia (benché, a volte, succeda anche il contrario) ma quando i sotterfugi non bastano e la situazione richiede un intervento pubblico più deciso, per non svelare la propria posizione anti-Napoleone, assume l'identità dell'eroe mascherato The Daring Dragoon (L'Audace Dragone), alter ego che ha per il protagonista la stessa valenza che Zorro ha per Don Diego de la Vega.

## Produzione
Lo show avrebbe dovuto essere una sorta di fantasy storico sul genere della serie western di Campbell Le avventure di Brisco County Jr. (1993-1994) o della più datata Selvaggio west (1965-1969).
Con la sua spacconeria, il personaggio di Jack Stiles presenta anche dei tratti in comune con l'appariscente Autolycus "Il Re dei Ladri", un ruolo che Campbell ricoprì varie volte in Hercules e Xena - Principessa guerriera. La serie conteneva varie gag ricorrenti, come le intenzionali inaccuratezze storiche (ad esempio il fatto che il Canada sia territorio francese invece che parte dell'Impero Inglese), le responsabilità che Jack dice di aver avuto in vari eventi storici importanti nonostante nessuno gliele riconosca, le invenzioni miracolose di Emilia (ovvi casi di deus ex machina), i giochi di parole o allusioni a sfondo sessuale e la continua tensione romantica tra i due protagonisti.
Come star e produttore del programma, Bruce Campbell ebbe l'opportunità di riproporre alcune delle freddure che lo hanno reso famoso nei primi anni di carriera.

## Personaggi e interpreti
- Jack Stiles, interpretato da Bruce Campbell.
- Emilia Rothshild, interpretato da Angela Dotchin.
- Governatore Croque, interpretato da Stuart Devenie.
- Capitano Brogard, interpretato da Stephen Papps.

Vari personaggi storici realmente esistiti appaiono in diverse puntate di Jack Of All Trades, di solito come spietate parodie di se stessi. Restando in tema di inaccuratezze storiche intenzionali, alcune di queste figure erano in realtà già morte al tempo delle avventure di Jack, che cominciano nel 1801.
- Thomas Jefferson
- il pirata Barbanera
- Benjamin Franklin
- James Madison
- Napoleone Bonaparte (Verne Troyer)
- Giuseppina di Beauharnais
- Il Marchese de Sade
- Meriwether Lewis e William Clark
- Sacajawea
- Re Giorgio III
- Caterina II di Russia (La Grande)
- La figura di Leonardo da Vinci è parodiata nel suo discendente immaginario, Nardo da Vinci

## Episodi
| Stagione         | Episodi | Prima TV originale | Prima TV Italia |
| ---------------- | ------- | ------------------ | --------------- |
| Prima stagione   | 14      | 2000               |                 |
| Seconda stagione | 8       | 2000               |                 |

## Sigla
La serie ha una intro, cantata dai clienti di una bettola del primo diciannovesimo secolo, ispirata sia nelle parole che nella melodia a varie canzoni del periodo come il Marines’Hymn e Yankee Doodle. La sigla ricevette anche una nomination agli Emmy del 2000 come Outstanding Main Theme Title Song, ma a essere premiata fu West Wing - Tutti gli uomini del Presidente.